# Стецюра Микола Васильович
Микола Васильович Стецюра (1898, село Озеряни Лохвицького повіту Полтавської губернії, тепер Варвинського району Чернігівської області — ?) — радянський партійний діяч, відповідальний секретар Прилуцького окружного комітету КП(б)У, голова Актюбинського облвиконкому. Член ЦК КП(б) Казахстану в 1937—1938 роках.

## Біографія
Народився в родині селянина-бідняка. З 1906 по 1910 рік — пастух за наймом у селі Озерянах. У 1909 році закінчив сільську школу в селі Озерянах Лохвицького повіту.
У 1910—1914 роках — чорнороб за наймом у заможних господарів у місті Катеринодарі на Кубані.
З жовтня 1914 по грудень 1916 року — чорнороб поміщицької економії селища Кухарка Лохвицького повіту Полтавської губернії.
У грудні 1916 — серпні 1917 року — рядовий 151-го запасного полку російської армії в місті Камишині Саратовської губернії.
З серпня 1917 по січень 1918 року працював у господарстві матері в селі Озерянах Лохвицького повіту.
У січні — березні 1918 року — червоногвардієць в місті Лохвиці Полтавської губернії.
З березня по грудень 1918 року — конюх поміщицької економії селища Кухарка Лохвицького повіту Полтавської губернії.
З грудня 1918 по лютий 1919 року — рядовий партизанського загону в селі Озерянах Лохвицького повіту.
Член РКП(б) з лютого 1919 року.
У лютому — травні 1919 року — військовий керівник Озерянського волосного військкомату.
У травні 1919 — грудні 1924 року — в Червоній армії: рядовий 41-го стрілецького полку 5-ї дивізії, військовий комісар ескадрону 50-го кавалерійського полку 9-ї кавалерійської дивізії, помічник військового комісара 21-го стрілецького полку 7-ї Владимирської дивізії, помічник військового комісара 74-го стрілецького полку 25-ї стрілецької Чапаєвської дивізії, помічник військового комісара 223-го стрілецького полку 75-ї дивізії на Південному та Польському фронтах, помічник військового комісара Лохвицького повітового військкомату Полтавської губернії.
У грудні 1924 — листопаді 1925 року — секретар осередку КП(б)У цукрового заводу села Шармківка Золотоніського повіту Полтавської губернії.
У листопаді 1925 — травні 1926 року — відповідальний секретар Туровського районного комітету КП(б)У Прилуцького округу.
У травні 1926 — серпні 1927 року — заступник завідувача Прилуцького окружного відділу комунального господарства.
У серпні 1927 — травні 1929 року — завідувач організаційного відділу Прилуцького окружного комітету КП(б)У.
У травні 1929 — серпні 1930 року — відповідальний секретар Прилуцького окружного комітету КП(б)У.
У серпні 1930 — лютому 1932 року — слухач Курсів марксизму-ленінізму при ЦК ВКП(б) у Москві.
У лютому 1932 — лютому 1934 року — завідувач організаційного відділу Західно-Казахстанського обласного комітету ВКП(б).
У лютому — вересні 1934 року — завідувач сільськогосподарського відділу Західно-Казахстанського обласного комітету ВКП(б).
У вересні 1934 — вересні 1936 року — 2-й секретар Західно-Казахстанського обласного комітету ВКП(б).
У вересні 1936 — березні 1938 року — голова виконавчого комітету Актюбинської обласної ради депутатів трудящих Казахської РСР.
20 березня 1938 року заарештований органами УДБ НКВС по Актюбінській області Казахської РСР. 8 вересня 1941 року засуджений Особливою нарадою при НКВС СРСР з обвинуваченням за статтями 58-2, 58-8, 58-11 КК РРФСР до 8 років виправно-трудових таборів. Покарання відбував у виправно-трудовій колонії № 6 міста Томська.
Звільнений з ув'язнення 1 серпня 1946 року. Подальша доля невідома.
27 липня 1956 року реабілітований визначенням Військового трибуналу Туркестанського військового округу за відсутністю складу злочину.